# Argentinské tango

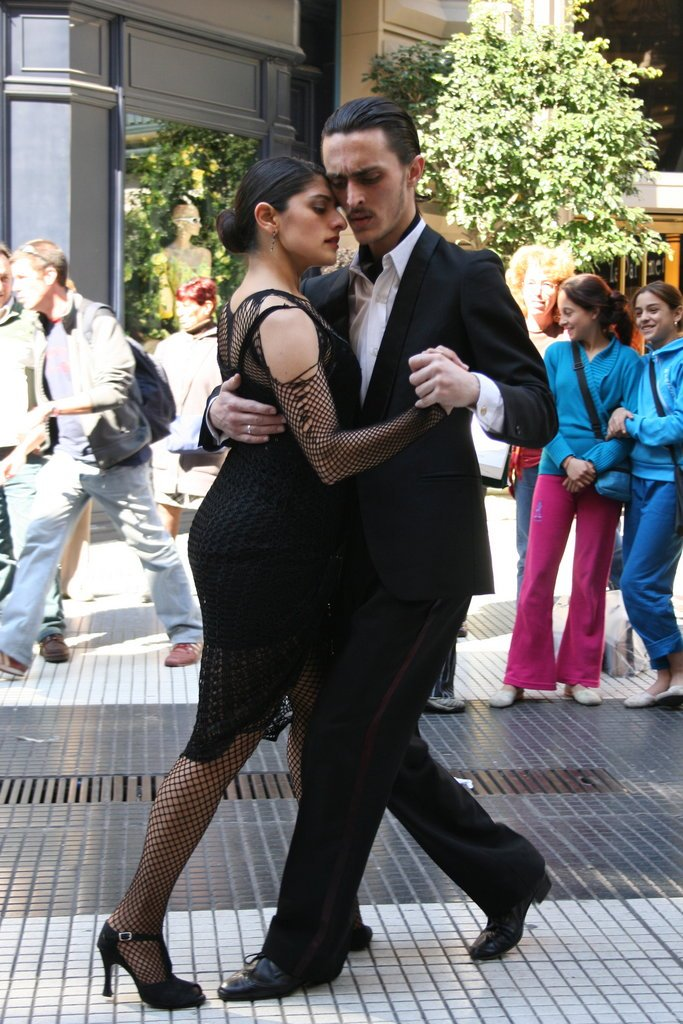
Argentinské tango

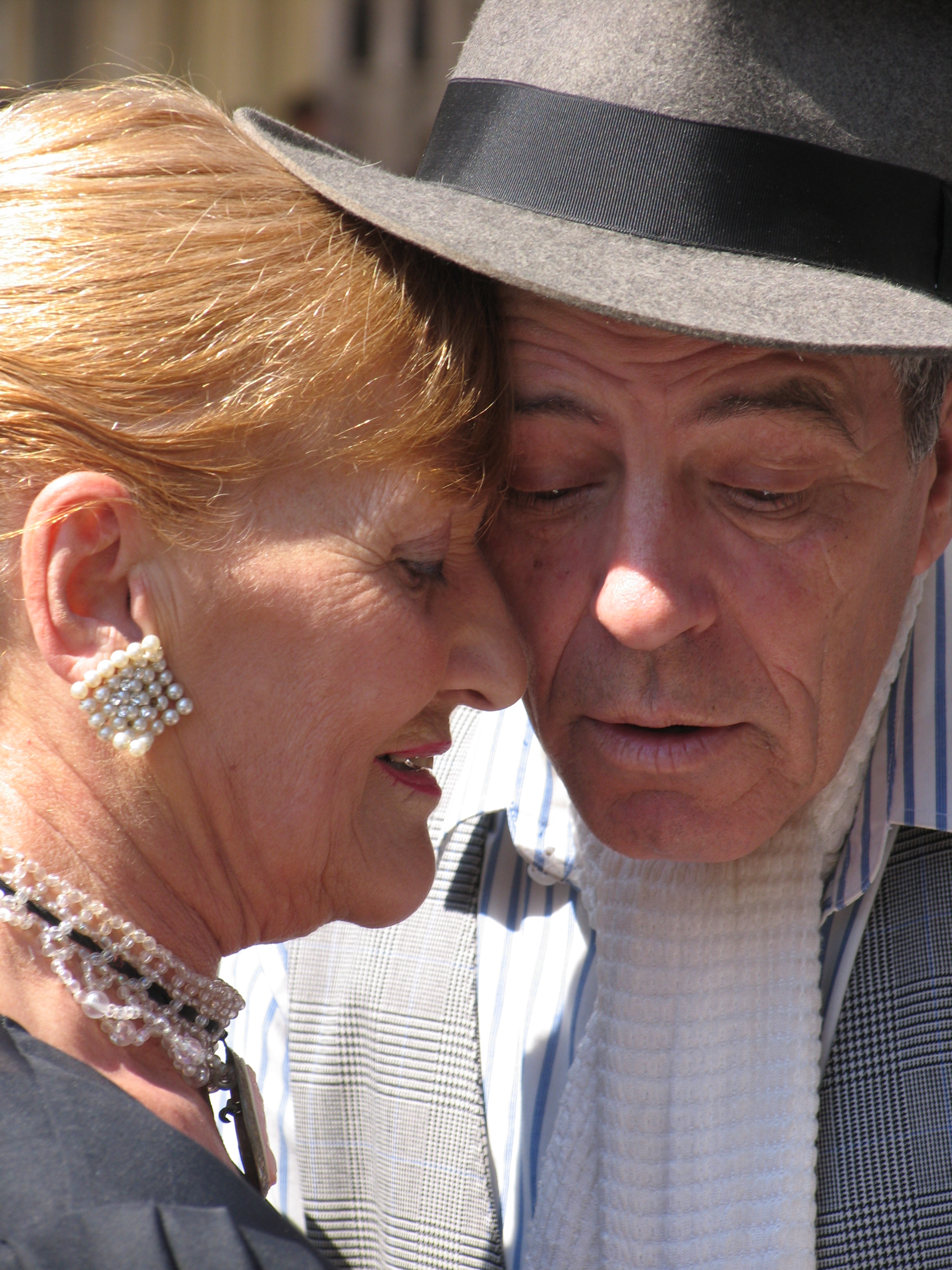
Blízký pohled na tanečníky tanga

Argentinské tango je hudební a taneční styl, který pochází z konce 19. století ze dvou velkých přístavů oblasti Río de la Plata – Buenos Aires (Argentina) a Montevideo (Uruguay). Tango pravděpodobně vzniklo smísením lidové hudby řady evropských zemí (Itálie, Rusko, Německo, Španělsko, Polsko – přistěhovalci) a hudby místních kreolů, černochů a indiánů. Vyznačuje se vášní ale i nostalgií a melancholií. Typický hudební nástroj je bandoneon, který se vyrábí v Německu a Buenos Aires (kde v nejstarší dílně Casade Bandoneon pod značkou "Fischer" pro jeho výrobu používají české "jazýčky").
V dnešní době je tango rozšířeno takřka po celém světě. Má různé formy, např. koncerty tangových kapel, taneční či divadelní představení nebo vystoupení profesionálních i amatérských tanečních párů, taneční lekce a kurzy pro veřejnost, ale zejména milongy.
Obyčejné sportovní tango (bez přívlastku) relativně často tancované a vyučované, má s argentinským tangem společného velmi málo, prakticky minimum. Vzniklo na počátku 20. století ve Velké Británii, kdy bylo původní argentinské tango převedeno mezi standardní tance. Zůstala hudba (2/4 rytmus s volným důrazem), nicméně samotná hudba je rozdílná a tanec je už na první pohled jiným tancem.
Rozdíl je patrný hned na držení – argentinské tango má typické „kulaté“ latinskoamerické držení vycházející z objetí, kontaktu v horní polovině těla a vzdálenějšího postoje pánví a nohou, bez předepsaných pravidel vedená improvizace. Oproti tomu britské tango má těsnější držení s typickou polohou partnerčiny levé ruky s palcem pod partnerovým ramenem. Dále se liší kontaktem ve spodní polovině těla a rozevřeným (odkloněným) držením hrudníků s vykloněnou hlavou partnerky s předepsanými krokovými variacemi. Tato evropská verze také patří mezi závodní standardní tance s cca 30 BPM.
Základní styly argentinského tanga od nejstarších k novodobějším (neustále vznikají nove druhy a styly)
- Tango Oriental (uruguayo)
- Tango Canyengue (v Čechách by se dal jako příměr dosti dobře použít tanec Pražské podskalí)
- Tango Liso
- Tango Salon (poměrně elegantní taneční styl, při kterém partneři nesdílejí společné centrum rovnováhy)
- Tango Orillero (označení stylu pocházejících z okrajových čtvrtí Capital Federal)
- Tango Milonguero (Tango Apilado; silueta tanečníků v páru vytváří písmeno „A“)
- Tango Nuevo (pod tento pojem spadá většina stylů, které se objevily od počátku 90. let)
- Neotango (moderní styl, tančený většinou na elektronickou hudbu, při kterém se používají všechny druhy – nejen frontální – tanečního držení a taneční figury, kdy se jeden z dvojice tanečníků nachází v pozici s těžištěm mimo stabilní polohu)
- Show Tango (známé také jako Fantasia)
- Contemporary tango (propojení tanga s moderním výrazovým tancem v nalezení nenucenosti pohybu použitím přirozených linií těla a jeho energie a přenášení pohybu a jeho změn různými částmi těla i mimo taneční rám)

Styly hudby argentinského tanga
- Tango (4/4 anebo 2/4 rytmus)
- Vals / Vals criollo (valčíková forma tanga, 3/4 rytmus)
- Milonga (příbuzný tanec většinou vnímán, že je s rychlejším tempem díky 2/4 rytmu)
- Canyengue (starší styl, vyznačující se výraznou rytmikou, v tanečním držení pokrčenými koleny a větší společnou sdílenou vahou)
- Candombe (původně uruguayský styl používaný při karnevalech a přehlídkách, ovlivněný africkými kořeny, který někdy pro tanec slouží jako alternativa k milongové hudbě)
- Electrotango – např. Bajofondo, Gotan Project
- Alternative Tango (tj. hudba, která původně nebyla tangová, ale je přizpůsobená pro tango)

Vybraní skaldatelé a interpreti
- Rodolfo Biagi (14. března 1906 – 24. září 1969) argentinský skladatel a hudebník
- Miguel Caló (28. říjen 1907 – 24. květen 1972) významný hráč na bandoneon, skladatel a dirigent Orchestra Miguel Caló.
- Ástor Piazzolla (11. března 1921 - 4. července 1992) argentinský skladatel a hudebník